# إدوارد ميزفنسكي
إدوارد ميزفنسكي (بالإنجليزية: Edward Mezvinsky)‏ هو مصرفي ودبلوماسي ومحامي وسياسي أمريكي، ولد في 17 يناير 1937 في الولايات المتحدة. حزبياً، نشط في الحزب الديمقراطي. وقد انتخب سفير وانتخب عضو مجلس نواب ولاية أيوا وانتخب عضو مجلس النواب الأمريكي.